# Martigny-les-Gerbonvaux
Martigny-les-Gerbonvaux – miejscowość i gmina we Francji, w regionie Grand Est, w departamencie Wogezy.
Według danych na rok 1990 gminę zamieszkiwało 118 osób, a gęstość zaludnienia wynosiła 13 osób/km² (wśród 2335 gmin Lotaryngii Martigny-les-Gerbonvaux plasuje się na 927. miejscu pod względem liczby ludności, natomiast pod względem powierzchni na miejscu 664.).